# Лангшлаг (Нижняя Австрия)
Лангшлаг (нем. Langschlag (Niederösterreich)) — ярмарочная коммуна (нем. Marktgemeinde) в Австрии, в федеральной земле Нижняя Австрия. 
Входит в состав округа Цветль.  Площадь общины составляет 61,02 км², население — 1725 человек (1 января 2021), плотность населения — 28 чел./км². Официальный код  —  32516.

## Население
| Год  | Численность |
| ---- | ----------- |
| 1869 | 2736        |
| 1889 | 2688        |
| 1890 | 2712        |
| 1900 | 2730        |
| 1910 | 2672        |
| 1923 | 2605        |
| 1934 | 2552        |
| 1939 | 2401        |
| 1951 | 2256        |
| 1961 | 2138        |
| 1971 | 2006        |
| 1981 | 1868        |
| 1991 | 1848        |
| 2001 | 1908        |
| 2011 | 1802        |
| 2021 | 1725        |

## Политическая ситуация
Бургомистр коммуны — Херберт Готтсбахнер (АНП) по результатам выборов 2005 года.
Совет представителей коммуны (нем. Gemeinderat) состоит из 19 мест.
- АНП занимает 15 мест.
- СДПА занимает 4 места.